# جیمز استرانگ
جیمز استرانگ (انگلیسی: James Strong) کارگردان تلویزیونی، و فیلم‌نامه‌نویس اهل بریتانیا است.
از فیلم‌ها یا مجموعه‌های تلویزیونی که وی در آن‌ها نقش داشته‌است، می‌توان به دانتون ابی و دکتر هو اشاره نمود.